# Chelodina rugosa
Chelodina rugosa is een schildpad uit de familie slangenhalsschildpadden (Chelidae).

## Naam en indeling
De wetenschappelijke naam van de soort werd voor het eerst voorgesteld door William Ogilby in 1890. De soort behoorde eerder tot het geslacht Macrochelodina. De taxonomische geschiedenis van deze soort is complex, zie ook het artikel Australische slangenhalsschildpadden. De soortaanduiding rugosa betekent vrij vertaald 'ruw' en slaat op het ruwe oppervlak van het rugschild.

## Uiterlijke kenmerken
De schildpad is een wat grotere soort en bereikt een maximale schildlengte tot 35 centimeter, waarschijnlijk hebben de grootste exemplaren een schildlengte tot 40 cm. Het schild is elliptisch van vorm en is breder aan de achterzijde. De kleur van het schild is lichtgroen tot lichtbruin. Er zijn geen opstaande kielen of groeven aanwezig zoals bij verwante soorten het geval is. De breedte van het tussenkeelschild is meestal twee keer zo lang als de lengte. De naden tussen de rugplaten hebben soms een donkere kleur.
De kop en poten hebben een bruine tot grijze kleur. De kop is relatief groot en breed en enigszins afgeplat. Onder de kop is een aantal baarddraden aanwezig, bij andere schildpadden zijn dat er steeds twee maar bij deze soort is het aantal variabel. De nek is relatief lang en is ongeveer 75 procent van de schildlengte. Mannetjes zijn van vrouwtjes te onderscheiden door hun langere en dikkere staart.
Het buikschild of plastron is relatief smal en is geel van kleur met donkere kleuren aan de naden. De plastronformule is: intergul > pect > abd > fem > an > hum > gul.

## Levenswijze
Chelodina rugosa is sterk aan water gebonden en komt zelden op het land. In het droge seizoen kan de schildpad migreren naar andere wateren maar veel exemplaren graven zich in in de modder, wachtend op vochtiger tijden. De vrouwtjes zetten hun eieren af onder water in een nest dat enkele meters van de oever is gelegen. De ovale eieren hebben een harde schaal en zijn 35 millimeter lang en 26 mm breed. Als het water zich in het droge seizoen terugtrekt komen de juvenielen tevoorschijn. De schildpad is een carnivoor en op het menu staan vissen, kikkers en padden en in het water levende insecten.

## Verspreiding en habitat
Chelodina rugosa is endemisch in Australië en komt voor in de staten Noordelijk Territorium, Queensland, en West-Australië. De habitat bestaat uit permanente wateren zoals grotere rivieren en moerassen.

## Beschermingsstatus
Door de internationale natuurbeschermingsorganisatie IUCN is geen beschermingsstatus toegewezen. De schildpadden worden bedreig door de aanwezigheid van hoefdieren die de nesten vertrappen.